# Déli régió (Brazília)
Brazília déli régiója (portugálul: Região Sul do Brasil; [ʁeʒiˈɐ̃w̃ suw du bɾaˈziw]) Brazília öt régiójának egyike. Telepeseinek köszönhetően feltűnő európai vonásokkal rendelkezik mind a kultúra, mind az építészet, konyhaművészet, lakosság területén.

## Meghatározása
Brazília 5 makrorégiónak is nevezett régióra van osztva, a Brazil Földrajzi és Statisztikai Hivatal (Instituto Brasileiro de Geografia e Estatística, IBGE) rendszerezése szerint. A különböző régiókhoz olyan szövetségi államok tartoznak, amelyek hasonló kulturális, gazdasági, történelmi és társadalmi háttérrel rendelkeznek. A felosztás tudományos szempontból nem teljesen pontos, de ez a leginkább használatos, mert az IBGE hivatalos adatai közlésekor ezt a rendszert használja.
A Região Sul a következő államokat foglalja magába:
- Rio Grande do Sul; Brazília legdélibb állama, székhelye Porto Alegre
- Santa Catarina; székhelye Florianópolis
- Paraná; székhelye Curitiba

A régió a baktérítőtől délre helyezkedik el, így klímája szubtrópusi, a magasabb helyeken mérsékelt égövi. Ennek köszönhetően népszerű volt az európai bevándorlók (németek, olaszok) körében, akiknek kultúrája máig jellemzi ezeket az államokat. Benépesülése viszonylag későn, jellemzően a 19. században történt, mivel igen távol volt a gyarmati fővárostól.

## Adatai
- Terület: 577,214 km² (6,75%)
- Lakosság: 25,800,000 (43,46 lakos/km², 12,5%)
- GDP: ~$91.5 milliárd$ (16,5%)
- HDI: ~0.831
- Éghajlat: Szubtrópusi, forró nyarakkal, és relatív hűvös telekkel. Télen az időjárás nagyon párás és csapadékos. A havazás nagyon ritka, de a magasabb fekvésű helyeken előfordulhat. A régió északkeleti része melegebb, trópusi klímához tartozik.
- Legnépesebb városok (2010): Curitiba (1,828,092); Porto Alegre (1,441,554); Londrina (446,822); Joinville (429,004); Caxias do Sul (360,223); Florianópolis (341,781); Pelotas (323,034); Canoas (305,711); Maringá (288.,465); Ponta Grossa (281,000); Blumenau (277,500); Cascavel (273,000); Foz do Iguaçu (269,585); Santa Maria (243,396), Rio Grande (238,000)
- Gazdaság: Gépgyártás, autógyártás, textilipar, turizmus, energiaipar, informatika, narancs, alma és grapefruit termesztés.
- Közlekedés: Sok jó minőségű út és vasút van a régióban. A vasúti teherszállítás jelentős. A vízi közlekedés is kiemelt.
- Növényzet: Szubtrópusi és mérsékelt övi esőerdők a partok mentén, északon és nyugaton féllombhullató fajok, délen préri típusú növényzet jellemző. Az erdők nagy részét kiirtották.
- Fontos jellemzők: Ebben a régióban a legmagasabb az életszínvonal.